# Estigma
Pour les articles homonymes, voir Stigma (homonymie).
Pour plus de détails, voir Fiche technique et Distribution.
Estigma (italien : Stigma) est un film d'épouvante hispano-italien réalisé par José Ramón Larraz et sorti en 1980.

## Synopsis
Sébastien, un jeune adolescent, se rend compte après l'accident dans lequel son père est mort qu'il possède des pouvoirs extrasensoriels. Cette découverte l'afflige fortement et entraîne des états dépressifs et des hallucinations incontrôlables. Il peut provoquer à distance la mort des personnes qu'il déteste en la souhaitant.

## Fiche technique
- Titre original espagnol : Estigma[1]
- Titre italien : Stigma[2]
- Réalisation : José Ramón Larraz
- Scenario : José Ramón Larraz
- Photographie :	Giuseppe Berardini
- Montage : Sergio Montanari
- Musique : Daniele Patucchi
- Décors : Emilio Baldelli, Ramon Ivars
- Production : Antonio Francés, Lucia Nolano, Francisco F. Prida
- Société de production : Balcázar Producciones Cinematográficas, Yantra Cinematografica
- Pays de production :  Italie -  Espagne
- Langue originale : espagnol
- Format : couleurs - Son mono - 35 mm
- Durée : 94 minutes
- Genre : film d'épouvante
- Dates de sortie :
  - Italie : 1980
  - Espagne : 8 février 1982

## Distribution
- Christian Borromeo : Sebastian / Miguel
- Alexandra Bastedo : Angie
- Emilio Gutiérrez Caba : José
- Berta Cabré : Julia
- José María Caffarel : chauffeur de taxi
- Craig Hill : prêtre
- Massimo Serato : père de Miguel
- Virginie Blavier : Julia
- Antonio Molino Rojo : Jorge
- Annabella Incontrera : Mère de Miguel
- Helga Liné : La mère de Sebastián
- Irene Gutiérrez Caba : Olga
- Llàtzer Escarceller
- Florencio Calpe : prêtre